# Pflegerecht
PflegeRecht: Zeitschrift für Rechtsfragen in der stationären und ambulanten Pflege ist eine deutsche juristische Fachzeitschrift. Sie erscheint seit 2015 in Koblenz im Roßbruch Verlag. Herausgeber ist Robert Roßbruch. Sie ist die auflagenstärkste monatlich erscheinende Rechtszeitschrift für die stationäre und ambulante Pflege in Deutschland. Im Online-Archiv sind alle seit 1997 erschienenen Inhalte abrufbar.